# Bertoldo II de Katzenelnbogen
Bertoldo II de Katzenelnbogen (en alemán: Berthold von Katzenelnbogen; griego: Βερθόλδος Κατζενελεμπόγκεν; fallecido alrededor de 1217) fue un caballero alemán, barón de Feras en Tesalia y regente de Tesalónica. Había tomado parte en la Cuarta Cruzada y siguió a Bonifacio de Montferrato en la conquista de Macedonia y el establecimiento del Reino de Tesalónica y luego lo acompañó a la conquista de Tesalia. Era el hijo de Bertoldo I de Katzenelnbogen, conde de Katzenelnbogen.
En 1202 participó con los cruzados en el sitio de Zara, y en el asedio y conquista de Constantinopla de 1204, posiblemente fue quien sugirió la quema y el saqueo de la ciudad. Era el de más alto rango y probablemente era el líder informal de los cruzados alemanes. Siguió a Bonifacio en la conquista de Tracia, Macedonia y Tesalia. En 1205, después de la conquista de Tesalia Bonifacio la distribuyó en feudos. El marqués dio a Bertoldo la ciudad Feres y sus alrededores.
En 1205 fue enviado por el Papa para mediar el conflicto entre el Reino armenio de Cilicia y el Principado de Antioquía aunque sin resultado alguno. Entre 1206/1207 permaneció en el Reino de Jerusalén y en 1209 volvió a Tesalónica donde obtuvo el castillo de Serres.
Al año siguiente fue regente del infante Demetrio de Montferrato y parece que tenía una gran riqueza. La última vez que se le menciona es en una carta de 1217 y probablemente murió poco después en su ciudad natal.